# Stephanogorgia wainwrighti
Stephanogorgia wainwrighti är en korallart som beskrevs av Bayer och Muzik 1976. Stephanogorgia wainwrighti ingår i släktet Stephanogorgia och familjen Chrysogorgiidae. Inga underarter finns listade i Catalogue of Life.